# Bácsmegyei István Pál
Bácsmegyei István Pál, névváltozat: Bachmegyei (Trencsén, 1689 – Nagyszombat, 1735. április 30.) orvos.

## Élete
evangélikus nemesi szülőktől származott; tanult Pozsonyban, Rozsnyón és Eperjesen; orvosi tanulmányait Danzigban kezdte, Wittenbergben 1709. október 3-án folytatta s 1710-ben Jénában végezte; innét hazatérve Gömör vármegye rendes orvosává lett, itt öt évet töltött; 1720-ban tábororvosi szolgálatot vállalt; nyolc évvel később, időközben Erdélyben (1725) evangélikus vallását a katolikusokéval fölcserélvén, Csáky Imre gróf bíboros főorvosává, s két év múlva Nagyszombatban a káptalan főorvosává lett és ezen hivatalában 1735-ben Nagyszombatban egy alkímiai kísérlet következtében meghalt. A bölcseletben és matematikai tudományokban is jártas volt.

## Munkái
- Observationes de morbo csömör Hungariae endemio. Lugd Batav., 1717. (Ujra kiadva Lausanneban a Haller-féle gyűjtemény VII. köt. 2. részében, 1760-ban)
- Otia Báchmegyeiana documenta veritatis fidei romano-catholicae forma colloquii familiaris inter lutheranum et catholicum exhibentia. Tyrnaviae. 1733. (Szerző életrajzával).
- Kisebb német dolgozatait, melyek a boroszlói évkönyvekben (Bresslauer Schatzkammer für Natur und Kunst 1717–1736.) jelentek meg, Weszprémi Ferenc felsorolja, de latin címekkel.